# باگه (برزیل)
باگه (به پرتغالی: Bagé) یک منطقهٔ مسکونی در برزیل است که در ریو گرانده جنوبی واقع شده‌است. باگه ۴٬۰۹۵٫۵ کیلومتر مربع مساحت و ۱۲۱٬۳۳۵ نفر جمعیت دارد و ۲۱۲ متر بالاتر از سطح دریا واقع شده‌است.